# Église Saint-Pierre de Mont-Dol
Pour les articles homonymes, voir église Saint-Pierre.
L'église Saint-Pierre a été construite au Mont-Dol au cours de la seconde moitié du XIIe siècle. Sensiblement restaurée et transformée aux XIXe et XXe siècles, elle a été inscrite à l'inventaire supplémentaire des monuments historiques par arrêté du 12 février 1971. L'intérieur présente un ensemble de fresques médiévales classées parmi les plus importants d'Ille-et-Vilaine.

## Histoire
La date exacte de la construction de l'église du Mont-Dol demeure incertaine. Le  Chanoine Amédée Guillotin de Corson, érudit rennais du XIXe siècle, comptait la paroisse parmi les plus anciennes de l'évêché de Dol, compte tenu notamment de la titulature de son église. Cependant, il ne put établir avec certitude si elle fut donnée en 1158 ou non à l'abbaye du Mont-Saint-Michel avec la chapelle dédiée à l'archange qui se dresse au sommet de l'îlot granitique. Toujours est-il que l'église fut unie en 1238 à la mense épiscopale doloise et qu'elle présente encore aujourd'hui des caractères architecturaux de la seconde moitié du XIIe siècle.
La structure initiale du bâtiment n'a guère subi d'altérations majeures jusqu'au XIXe siècle, les paroissiens du Mont-Dol s'étant contentés d'y ajouter une tour-clocher à la fin du Moyen Âge, d'entretenir l'édifice et de l'orner.

### Les travaux desXIXeetXXesiècles
Parmi les travaux les plus importants réalisés au cours de la période concordataire, il convient de signaler :
- 1823 : prolongement du vaisseau central par une travée formant chœur et construction de la sacristie (Batas, entrepreneur à Paramé)[3].
- 1861-1864 : rétablissement des toitures séparées du vaisseau principal et de ses bas-côtés permettant l'éclairage direct de la nef par ses fenêtres romanes (Frangeul, père et fils, architectes)[4].
- 1871 : voûtement des bas-côtés (Frangeul, père et fils, architectes)[4].
- 1904 : réalisation de verrières par les ateliers Lorin de Chartres, alors dirigés par Charles Lorin, à destination de 5 baies (n° 0 à 4). Quatre d'entre elles sont inscrites à titre d'objets monuments historiques[5],[6],[7],[8], la cinquième étant répertoriée dans l'Inventaire général du patrimoine culturel[9].
- 1904-1905 : couronnement de la tour par un second étage des cloches néogothique, sommé par une balustrade et quatre clochetons d'angle (Guillaume, entrepreneur à Dol)[10].
- 1970 : suppression des voûtes des collatéraux et établissement d'un lambris (Raymond Cornon, architecte)[10].
- 1973 : remplacement de la balustrade et de ses clochetons par une courte flèche à quatre pans[10].

### Les travaux duXXIesiècle
L'église Saint-Pierre a obtenu en 2023 260 000 euros pour sa restauration de la part de la Mission patrimoine.

## Architecture

### Extérieurs

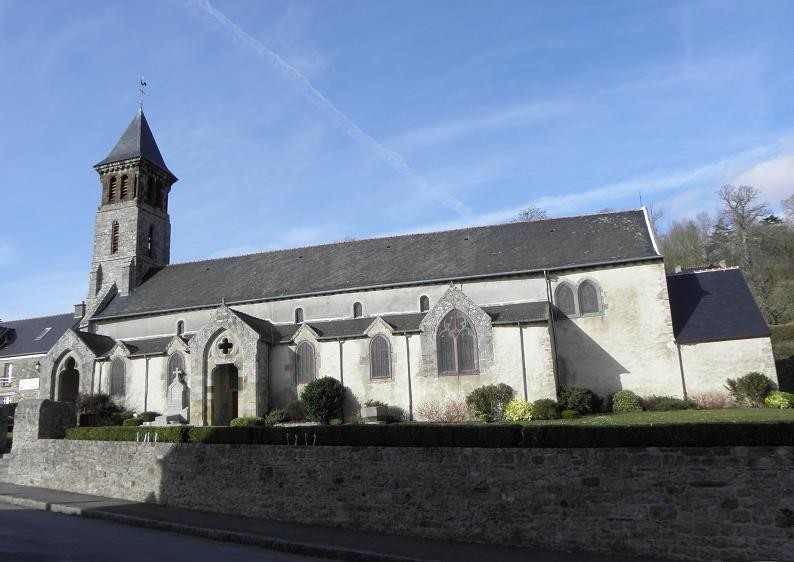
Vue méridionale de l'église Saint-Pierre.

Bien que datant partiellement du XIIe siècle, l'église Saint-Pierre du Mont-Dol présente extérieurement un aspect somme toute assez commun, dû en grande partie aux agrandissements et restaurations l'ayant affectée pendant la période concordataire. Juchée sur un placître occupant l'ancien cimetière, l'édifice offre facilement aux regards ses flancs occidentaux et méridionaux.
Dépourvue de transept, l'église est constituée d'une nef principale accostée de collatéraux. Deux porches néogothiques animent sa façade sud tandis que le clocher du XIVe siècle se dresse sur la façade occidentale. Le corps de l'édifice se prolonge vers l'est d'une travée formant chœur, la sacristie se trouvant adossée au chevet plat et occupant l'angle formé par le chœur et le collatéral nord.
Cantonné de puissants contreforts, le clocher présente quatre étages. Le rez-de-chaussée est constitué d'une porte en anse de panier surmontée d'une fenêtre rectangulaire, lesquels s'inscrivent dans une arcade ogivale formant porche. Le second étage, éclairé seulement par une meurtrière, porte l'antique étage du beffroi que perce sur ses quatre faces d'une fine lancette à l'arc trilobé. La façade ouest de cet étage est ornée des armes de Mgr Thoreau, évêque de Dol au XVIIe siècle. La chambre des cloches, ajoutée en 1904-1905, couronne le tout. Ajourée de deux fenêtres géminées sur chaque face, dotée de colonnes d'angle, elle se termine par une corniche modillonnée fortement débordante que coiffe une courte flèche. Ce couronnement est venu remplacer en 1973 une balustrade néogothique et ses quatre clochetons d'angle.

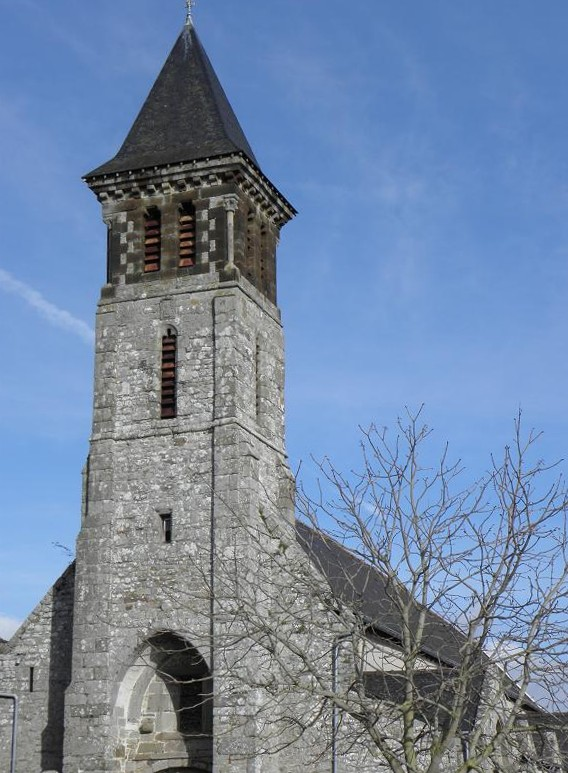
Clocher de l'église.
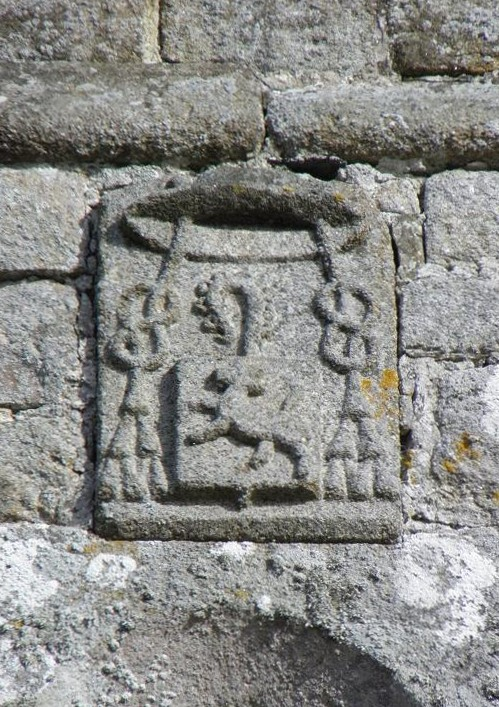
Armes de Mgr Thoreau.

### Intérieur

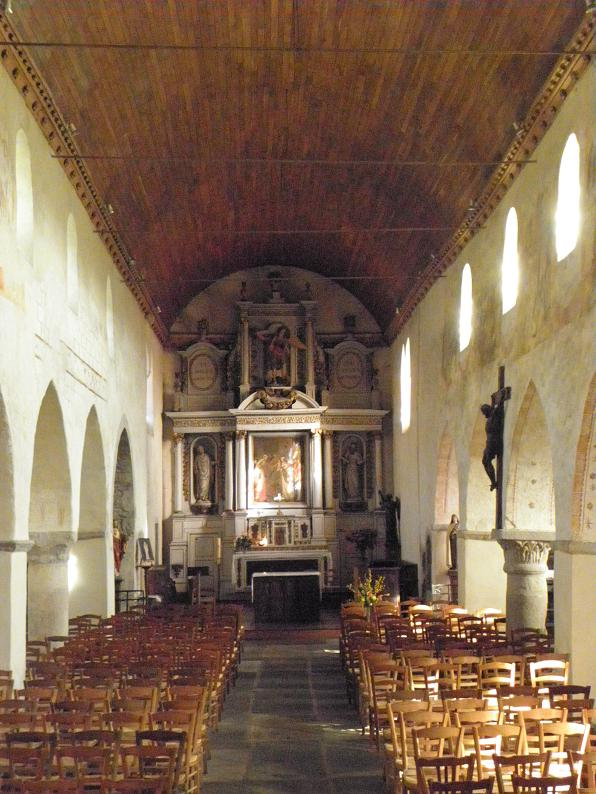
Vue intérieure de l'église.

L'église paroissiale du Mont-Dol date, pour l'essentiel de sa structure, de la seconde moitié du XIIe siècle. Il s'agit d'un édifice de transition présentant des caractéristiques tant romanes que gothiques. Le plan, basilical, consiste en un ample vaisseau central accosté de collatéraux. L'élévation de la nef centrale est à deux étages : six grandes arcades ogivales simplement chanfreinées reposant sur des piliers maçonnés carrés (à l'exception de deux colonnes sommées de chapiteaux qui marquaient l'entrée du chœur primitif) et fenêtres hautes étroites, en plein-cintre, à l'aplomb des dits piliers. Un douvis de bois en berceau couvre la nef que termine un chevet plat occupé par un grand retable de bois des XVIIe – XIXe siècles.
Dès sa construction, l'église fut dotée de fresques suggérant un appareillage agrémenté de motifs floraux, décor qui permettait d'enrichir son architecture somme toute assez simple. S'il en subsiste quelques vestiges, l'église du Mont-Dol doit bien plus sa renommée à ses peintures du XVe siècle occupant les espaces interstitiels des fenêtres hautes de la nef.

## Fresques

### Cycle de la Passion et de la Résurrection
Les murs nord (deux premières travées) et sud (travées deux à six) du vaisseau principal conservent un cycle exceptionnel de fresques datant du XVe siècle ayant pour thèmes la Passion et la Résurrection du Christ. Classé le 16 mars 1971, il compte parmi les ensembles médiévaux les plus importants d'Ille-et-Vilaine avec les fresques de la chapelle Saint-Jean d'Épileur à Sainte-Marie, celles de la chapelle Saint-Vincent de l'abbatiale de Saint-Méen-le-Grand ou encore celles de l'abbatiale Saint-Sauveur de Redon. Découvertes en 1864 à l'occasion de travaux de restauration, les fresques avaient été alors croquées sur demande de la Société archéologique d'Ille-et-Vilaine puis recouvertes d'un lait de chaux. Elles ont été de nouveau mises au jour en 1971 et bénéficient depuis lors d'une mesure de protection.

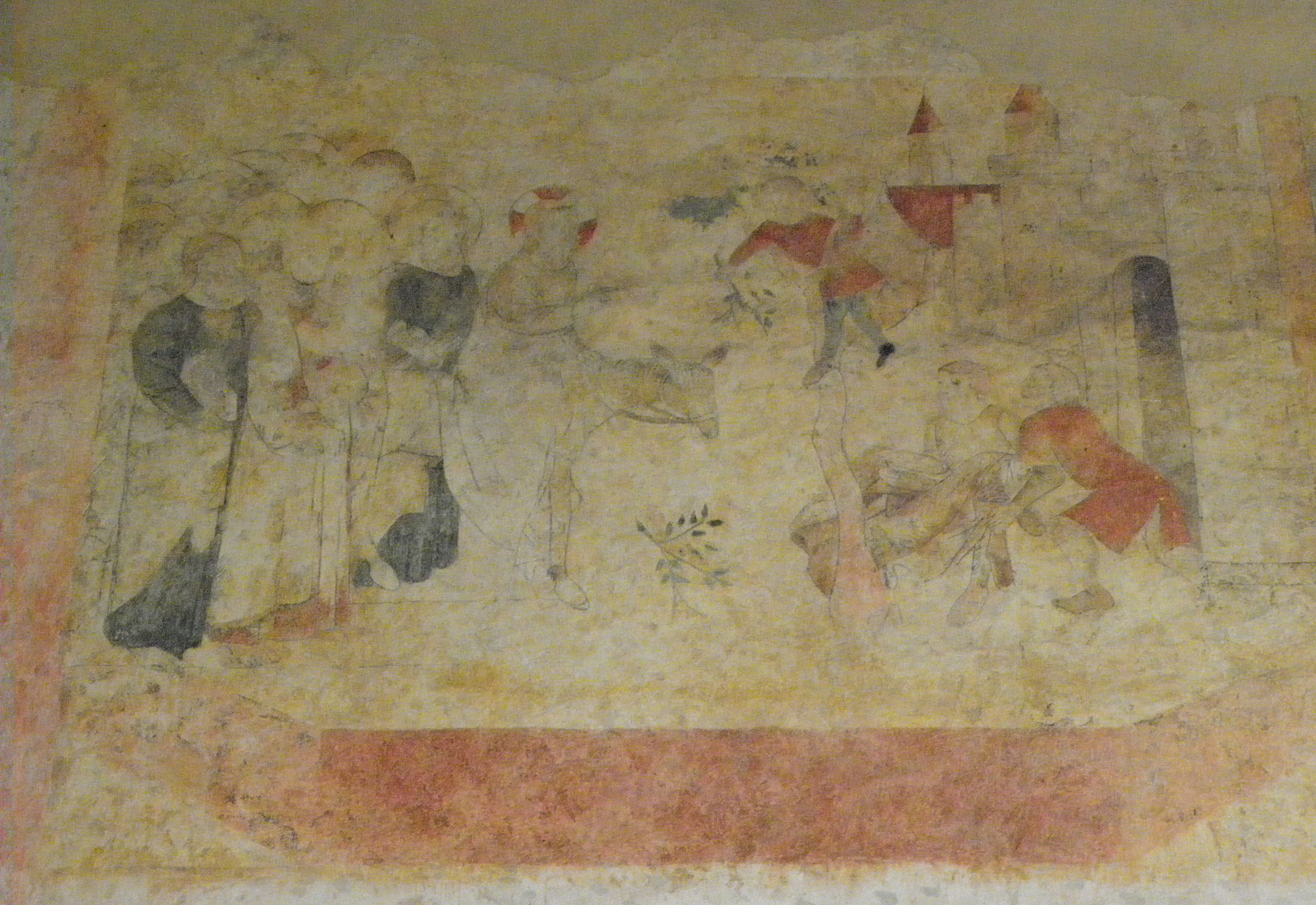
Les Rameaux.
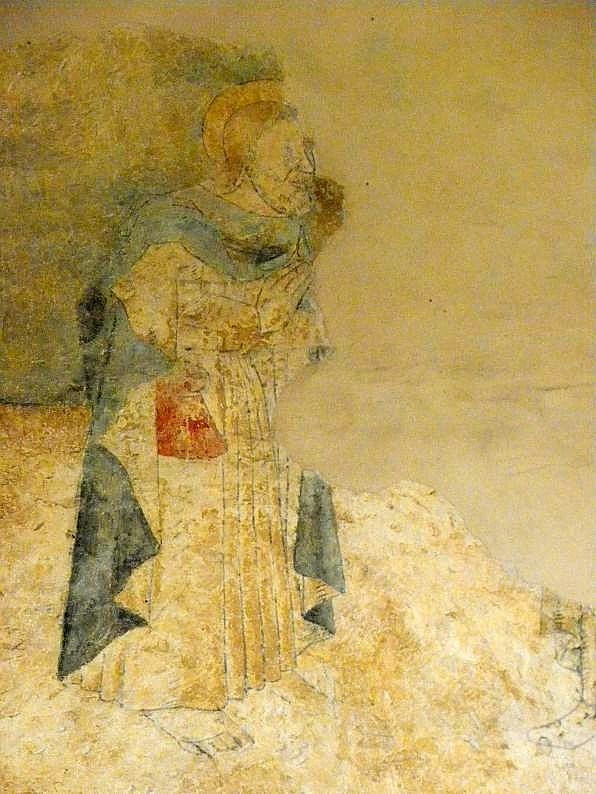
Judas (fragment d'une trahison de Judas).
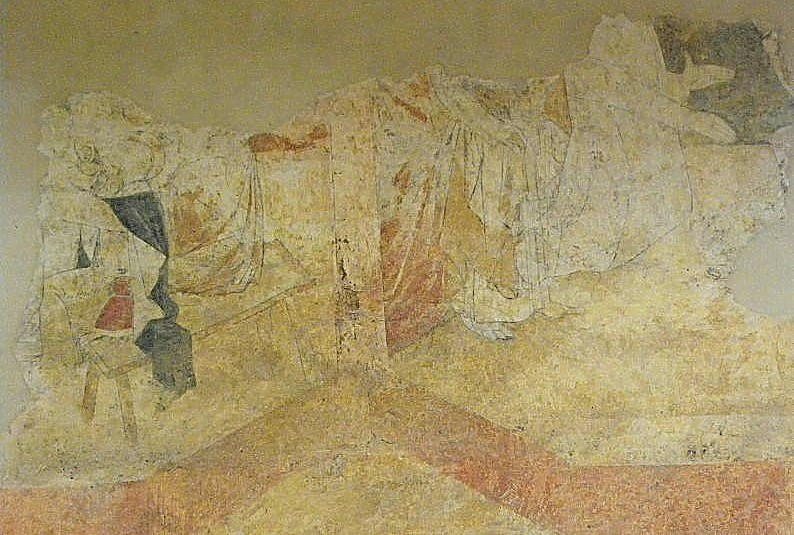
Cène et Gethsémani.
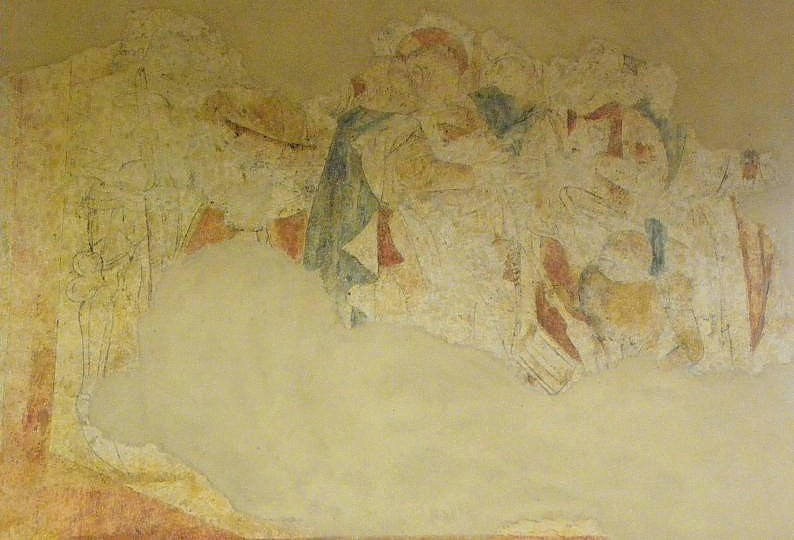
Arrestation du Christ (baiser de Judas).
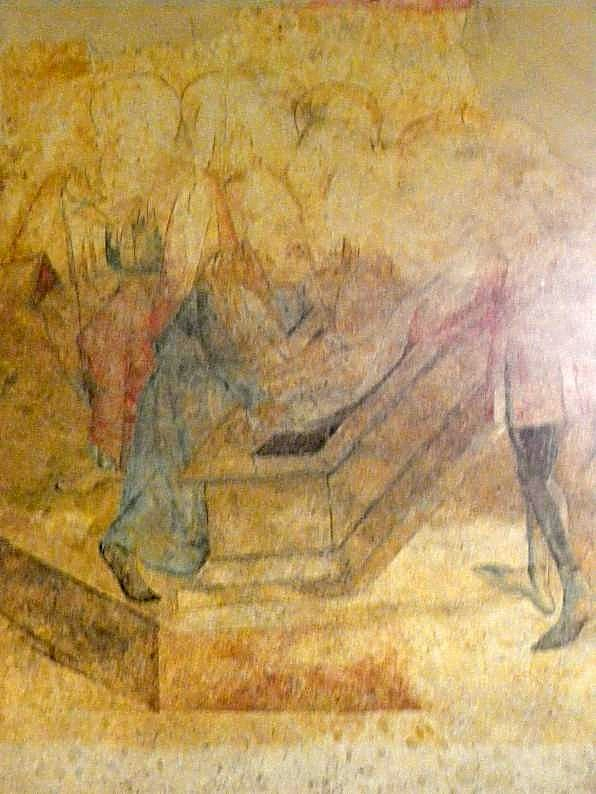
Mise au Tombeau.
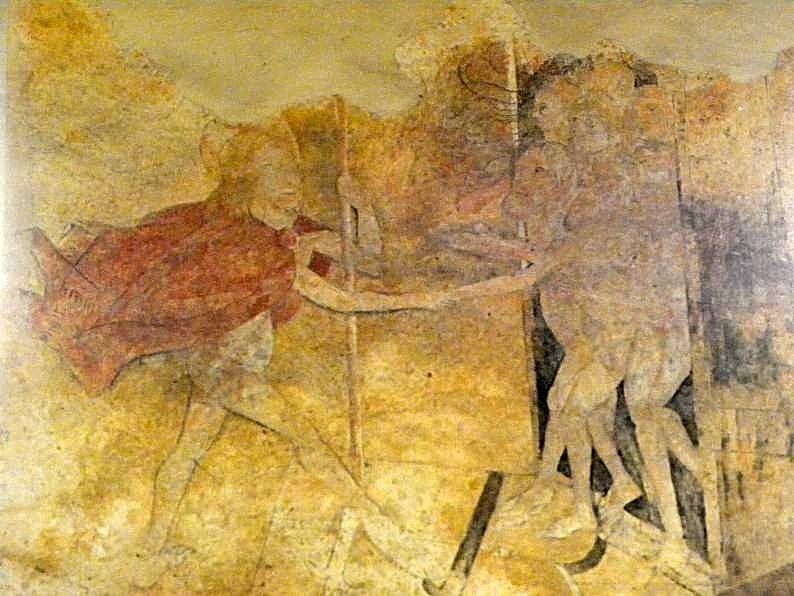
Descente aux limbes.
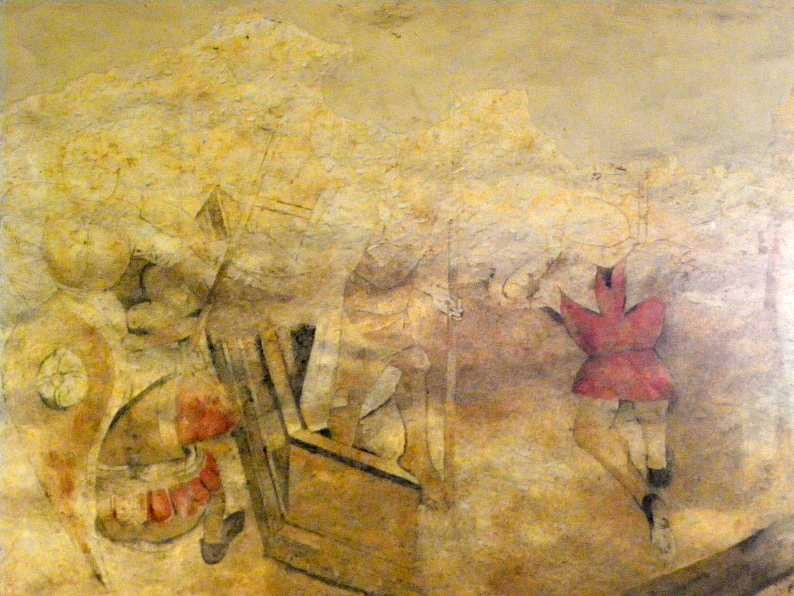
Résurrection.
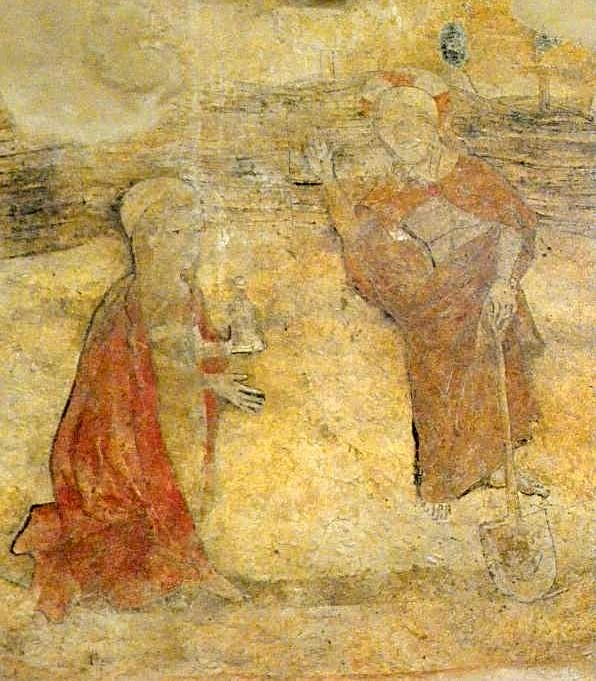
Noli me tangere.
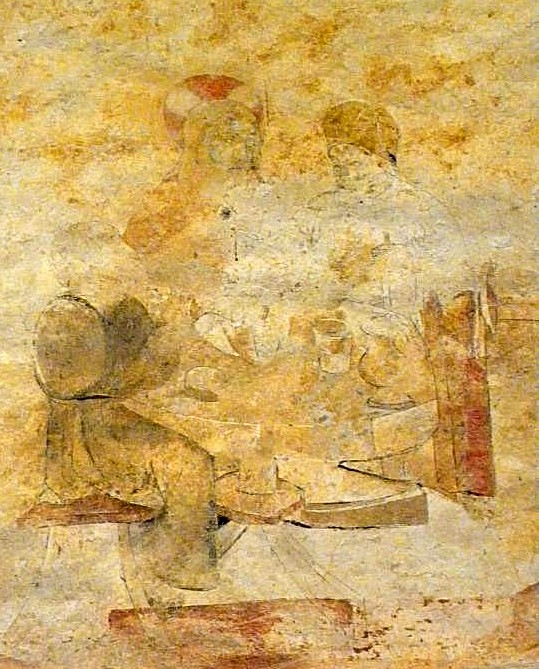
Emmaüs.

### L'enfer

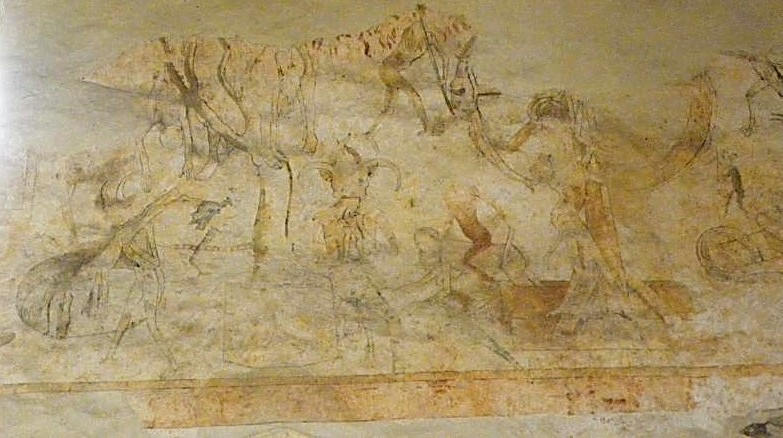
L'enfer du Mont-Dol.

La fresque la plus célèbre de l'église se trouve sur le mur sud de la première travée de la nef. Elle a pour thème l'enfer. Par bien des aspects, elle se rapproche de son homologue bretonne de Kernascléden. Elle dépeint les divers tourments de l'enfer infligés aux damnés: 
- diable brouettant une charretée de damnés,
- démon chevauchant une damnée,
- supplice de la roue éternelle,
- pendus à l'arbre fatal de la science du bien et du mal,
- Satan dévorant un enfant de malédiction tandis que sa mère flambe,
- damné précipité dans le trou de l'abîme.

Cette fresque, à l'instar des précédentes, a été classée le 16 mars 1971.

## Sources
- Paul Banéat, Le Département d'Ille-et-Vilaine, Éditions Librairie moderne J. Larcher, Rennes, 1928, Réédition Éditions régionales de l'Ouest, Mayenne, 1994, 4 tomes,  (ISBN 2-85554-067-4), tome II, p. 431-433.
- Collectif, Le Patrimoine des Communes d'Ille-et-Vilaine, Éditions Flohic, Paris, mars 2000, 2 tomes,  (ISBN 2-84234-072-8), tome I, p. 550-552.
- Ouest-France, édition de Saint-Malo, 4 août 2010, p. 7.